# Ceratofrins
Ceratophryinae és una subfamília de granotes que es troba a Sud-amèrica.

## Gèneres
- Ceratophrys
- Chacophrys
- Lepidobatrachus
- Macrogenioglottus
- Odontophrynus
- Proceratophrys